# یواس‌اس کما (اس پی-۴۱۵)
یواس‌اس کما (اس پی-۴۱۵) (به انگلیسی: USS Kemah (SP-415)) یک کشتی بود که طول آن ۱۴۶ فوت (۴۵ متر) بود. این کشتی در سال ۱۹۱۸ ساخته شد.